# Liste d'organismes de recherche en génétique
Voici une liste d'organismes impliqués dans la recherche en génétique ou d'activités connexes.

## Entreprises
- Affymetrix, Royaume-Uni
- Amgen, États-Unis
- Applera (en), Norwalk
- Applied Biosystems, Foster City
- Asper Biogene, Estonie
- Celera Genomics
- DeCODE Genetics, Islande
- Genentech, San Francisco
- GenePeeks (en), New York

## Instituts de recherche

### Afrique
Kenya
- Institut international de recherche sur l’élevage (ILRI), Nairobi

### Amérique
Canada
- Centre de génomique et politiques (CGP), Montréal
- Centre canadien de génomique appliquée (en), Toronto

États-Unis
Arizona
- Institut de recherche de génomique translationnelle (en), Phoenix

Californie
- Institut de recherche d'information génétique (en),
- Université Stanford, Stanford

Illinois
- Institut Carl R. Woese de biologie génomique (en), Urbana

Maine
- Jackson Laboratory (en), Bar Harbor

Maryland
- The Institute for Genomic Research (TIGR) (ex J. Craig Venter Institute)
- Howard Hughes Medical Institute, Chevy Chase

Missouri
- Institut de génomique McDonnell (en) St Louis

New York
- Cold Spring Harbor Laboratory, New York
- New York Genome Center (en), New York

États-Unis (organismes fédéraux)
- Institut américain national de recherche sur le génome humain

### Asie/Pacifique
Australie
- Commonwealth Scientific and Industrial Research Organisation

Chine
- Beijing Genomics Institute
- Centre national chinois de Beijing de génomique humaine (en)
- Institut des sciences du génome James D. Watson de l'université du Zhejiang (en)

Singapour
- Institut de génomique de Singapour (en)

Taïwan
- Instituts nationaux taïwanais de recherche en santé (en)

Japon
- Institut japonais de génétique
- RIKEN

## Europe
Allemagne
- Institut Max-Planck de génétique moléculaire Berlin

Italie
- Bioversity International, Maccarese (Fiumicino)

Royaume-Uni
- Centre d'analyse du génome,Institut Earlham (en), autrefois The Genome Analysis Centre (TGAC) Norwich,
- Centre Sanger, Hinxton,
- Wellcome Centre for Human Genetics (en) Université d'Oxford, Oxford,

## Organismes de surveillance de la recherche en génétique
- Council for Responsible Genetics (en), États-Unis